# Arnulfo Echeverría
Arnulfo Echeverría (Olanchito; 10 de mayo de 1950) es un exfutbolista hondureño que se desempeñaba como centrocampista.

## Trayectoria
Aunque nació en Olanchito, se crio en Tela y a los 16 años estuvo en las divisiones inferiores del CD Olimpia pero no llegó al plantel mayor. Fue el CD Marathón que lo incorporó a sus filas y el 6 de julio de 1969, debutó en la Liga Nacional de Honduras, en la victoria de 4-3 contra el Vida, anotando el primer gol.
Para la campaña 1972-73 fue fichado por el CD España por una cifra récord de 15,000 lempiras, igualando a la de Jorge Bran en 1966.
Pasó al Platense FC, donde cosecharía su último gol el 23 de abril de 1978 y se retiraría al año siguiente. Consiguió 64 goles en liga, 34 con Marathón, 23 con España y 7 con Platense.

## Selección nacional
El entrenador de la selección de Honduras, Carlos Suazo, lo convocó a disputar el Campeonato de Naciones de la Concacaf de Trinidad y Tobago 1971.
Jugó los partidos ante el que sería campeón y subcampeón del torneo respectivamente, México y Haití, anotando un gol a los 50 segundos contra este último. Terminaría el encuentro en derrota por 3-1 y su selección sería la última de los seis participantes.

### Participaciones en Campeonatos Concacaf
| Copa                                          | Sede              | Resultado   | Part. | Goles |
| --------------------------------------------- | ----------------- | ----------- | ----- | ----- |
| Campeonato de Naciones de la Concacaf de 1971 | Trinidad y Tobago | Sexto lugar | 2     | 1     |

## Clubes
| Club          | País     | Año       |
| ------------- | -------- | --------- |
| C.D. Marathón | Honduras | 1969-1972 |
| C.D. España   | Honduras | 1972-1976 |
| Platense F.C. | Honduras | 1977-1979 |

## Palmarés

### Títulos nacionales
| Título        | Equipo | País     | Año     |
| ------------- | ------ | -------- | ------- |
| Liga Nacional | España | Honduras | 1974-75 |
| Liga Nacional | España | Honduras | 1975-76 |